# بلال خان
بلال خان (بالأردوية: بلال خان؛ بالإنجليزية: Bilal Khan) هو كاتب أغاني باكستاني، ولد في 4 أكتوبر 1986 في الشرق الأوسط.

## وصلات خارجية
- بلال خان على موقع IMDb (الإنجليزية)